# San Juan (Metro Manilla)
San Juan is een stad op het eiland Luzon in de Filipijnen. Ze vormt samen met 16 andere steden en gemeenten de National Capital Region, die ook wel Metro Manilla wordt genoemd. Bij de laatste census in 2010 telde de stad ruim 121 duizend inwoners.

## Geschiedenis
Op 11 maart 2007 werd de wet aangenomen die de gemeente San Juan in een stad omvormde. Op 16 juni 2007 werd dit middels een volksraadpleging bekrachtigd.

## Geografie

### Bestuurlijke indeling
San Juan is onderverdeeld in de 21 barangays:
| - Addition Hills - Balong-Bato - Batis - Corazon De Jesus - Ermitaño - Greenhills - Halo-halo - Isabelita - Kabayanan - Little Baguio - Maytunas | - Onse - Pasadeña - Pedro Cruz - Progreso - Rivera - Salapan - San Perfecto - Santa Lucia - Tibagan - West Crame |

## Demografie
San Juan had bij de census van 2010 een inwoneraantal van 121.430 mensen. Dit waren 3.908 mensen (3,1%) minder dan bij de vorige census van 2007. Ten opzichte van de census van 2000 was het aantal inwoners gegroeid met 3.750 mensen (3,2%). De gemiddelde jaarlijkse groei in die periode kwam daarmee uit op 0,31%, hetgeen lager was dan het landelijk jaarlijks gemiddelde over deze periode (1,90%).

De bevolkingsdichtheid van San Juan was ten tijde van de laatste census, met 121.430 inwoners op 5,95 km², 20408,4 mensen per km².

## Stedenband
- Honolulu (Verenigde Staten)

## Geboren in San Juan
- Teofisto Guingona jr. (1928), vicepresident van de Filipijnen
- Rene Cayetano (1934-2003), advocaat, televisiepresentator en senator
- Bayani Fernando (1946-2023), politicus
- Gloria Macapagal-Arroyo (1947), de veertiende president van de Filipijnen (2001-2010)